# Bovezzo
Bovezzo (lombardul: Boès) település Olaszországban, Lombardia régióban, Brescia megyében. Lakosainak száma 7291 fő (2023. január 1.). Bovezzo Brescia, Concesio és Nave községekkel határos.

## Népesség
A település népessége az elmúlt években az alábbi módon változott:
| Lakosok száma | 7485 | 7433 | 7291 |
|               | 2017 | 2018 | 2023 |